# Maasdammer
Maasdammer er en hollandsk ost. Det er en skærefast rundost i schweizisk stil fremstillet af komælk, der lagres mindst 4 uger. Den modnes hurtigere end de fleste andre hollandske oste. Maasdammer har huller inde i osten som følge af modningsprocessen og en blød gul kant. Den er nogle gange vokset på samme måde som Gouda. 
Maasdammer blev udviklet for at kunne konkurrere med den populære schweiziske ost emmentaler ved at være en ost, der var billigere og hurtigere at fremstille. Den hollandske ost er fremstillet af de samme grundingredienser som den schweiziske ost, og har en nøddeagtig og let sødlig smag, men er mere blød end det schweiziske forbillede som følge af et højere fugtindhold i den færdige ost.
Den nye ost blev introduceret i 1984 af firmaet  Baars og markedsføres som  Leerdammer,  men fremstilles i dag af andre hollandske producenter under navnet  Maasdammer.

## Eksterne links
- Wikimedia Commons har flere filer relateret til Maasdammer
- Om Maasdammer på cheese.com

| Mad og drikke | Spire Denne artikel om mad og drikke er en spire som bør udbygges. Du er velkommen til at hjælpe Wikipedia ved at udvide den. |